# Арменпресс
Арме́нпре́сс (арм. Արմենպրես), ранее Армянское телеграфное агентство (Հայկական հեռագրական գործակալություն), — армянское государственное информационное агентство. Является старейшим и одним из крупнейших агентств в Армении.

## Названия
- 1918—1920: Армянское телеграфное агентство (Հայաստանի հեռագրական գործակալություն)
- 1920—1922: Арменкавроста (Արմենկավռոստա), Арменроста (Արմենռոստա);
- 1922—1972: Армянское телеграфное агентство (Հայկական հեռագրական գործակալություն), или АрменТА (арм. Արմենտա);
- 1972—н. в.: Арменпресс (Արմենպրես).

## История
Создано 18 декабря 1918 года Национальным советом Первой Республики Армения, издавшим закон, по которому ведомства могут предоставлять новости только новосозданному информационному агентству.
Во время Второй мировой войны агентство выпускало более 100 агитационных плакатов — армянских версий «Окон ТАСС».
C 1998 года Арменпресс является закрытым акционерным обществом, принадлежащим государству и управляемым советом, состоящим из представителей аппарата президента, Национального собрания и правительства.

## Описание
Агентство ежедневно публикует около 400 новостей на армянском, русском, английском, арабском, французском, турецком и испанском языках.
Является членом Ассоциации национальных информационных агентств СНГ, Совета информационных агентств стран Черноморского бассейна, Всемирного конгресса информационных агентств и наблюдателем Совета национальных информационных агентств стран Юго-Восточной Европы и Балкан. Имеет двусторонние договоры о сотрудничестве с 20 информационными агентствами.